# Zoyatlán
Zoyatlán es una localidad del estado mexicano de Guerrero. Es parte del municipio de Marquelia.

## Toponimia
El nombre «Zoyatlán» proviene de los términos en náhuatl: tzoyatl, soyate; tlan, lugar de abundancia. Su significado es «lugar donde abunda el soyate».

## Demografía
| Gráfica de evolución demográfica |
|                                  |

| Censo | Población |
| ----- | --------- |
| 1900  | 836       |
| 1910  | 1 102     |
| 1921  | 417       |
| 1930  | 421       |
| 1940  | 390       |
| 1950  | 442       |
| 1960  | 921       |
| 1970  | 1 260     |
| 1980  | 1 595     |
| 1990  | 1 452     |
| 2000  | 1 312     |
| 2010  | 1 119     |
| 2020  | 1 317     |